# رحالة (شيشاوة)
رحّآلة هي قرية أمازيغية جبلية مغربية وسط المملكة. تنتمي رحّآلة لإقليم شيشاوة. تضم هذه القرية 6.357 نسمة (إحصاء 2004).